# City Hall (Londen)
City Hall is een bouwwerk in Londen dat als hoofdkwartier diende van de Greater London Authority (GLA), bestaande uit de burgemeester van Londen en de London Assembly, tussen juli 2002 en december 2021, toen de GLA naar The Crystal verhuisde, een gebouw op grond van de GLA zelf in Newham. 
Het gebouw staat in Southwark, op de zuidoever van de Theems, bij de Tower Bridge. Het werd ontworpen door Norman Foster en op 23 juli 2002 geopend. De locatie is eigendom van de Koeweitse overheid.

## Kenmerken
De bouw van City Hall kostte £65 miljoen. Het gebouw wordt gehuurd voor een periode van 25 jaar.
Het gebouw heeft een ongewone vorm met de bedoeling de buitenoppervlakte te verminderen en daardoor energie te besparen. Door de vorm heeft het gebouw de bijnaam The Onion ("De Ui") gekregen.
Een schroefvormige trap van 500 meter lang gaat naar boven over de volledige hoogte van het gebouw. Vanaf de trap kan het interieur gezien worden, wat symbool staat voor de transparantie van de overheid. Foster heeft een gelijkaardig ontwerp gebruikt voor de Reichstag in Berlijn.

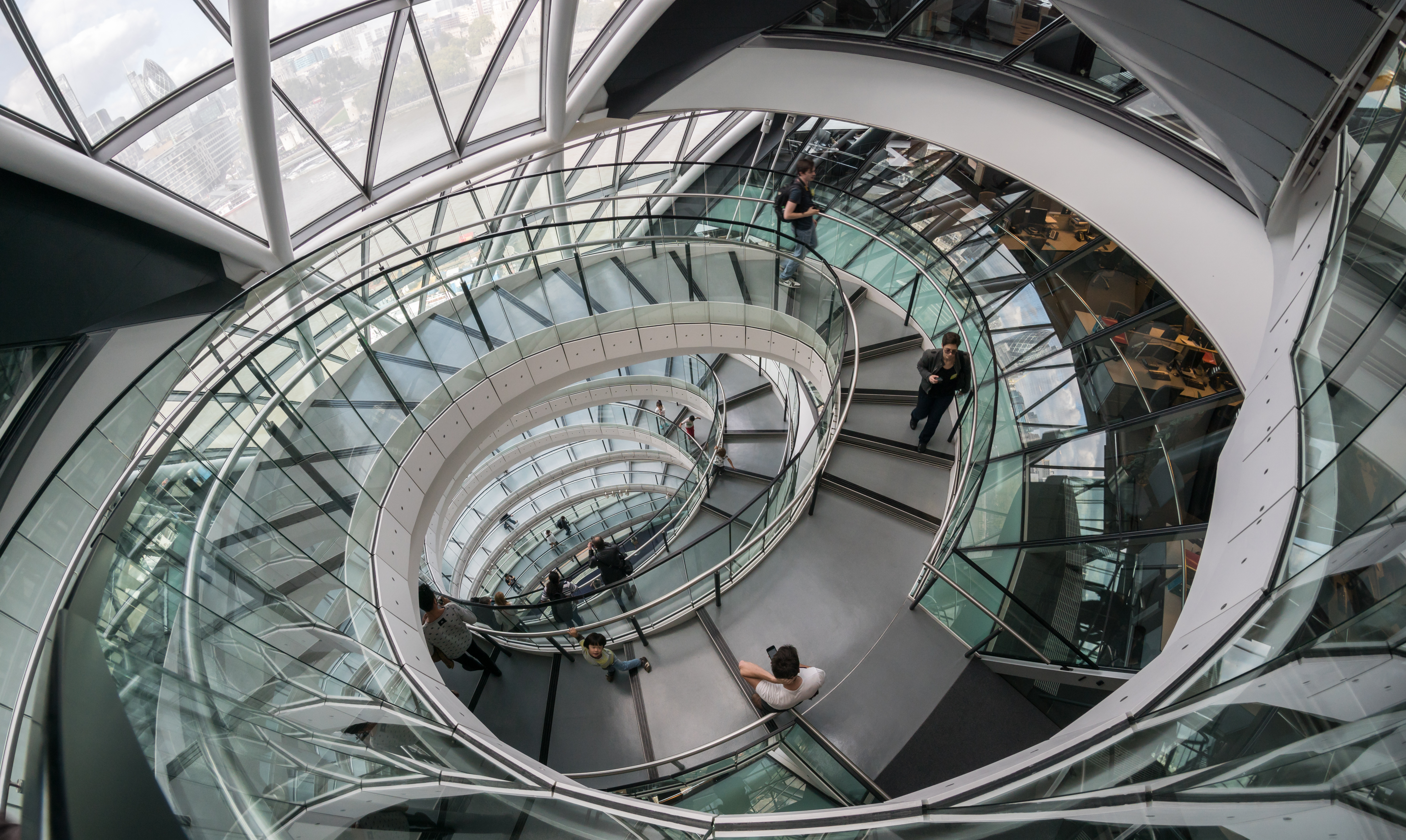
De spiraalvormige binnentrap
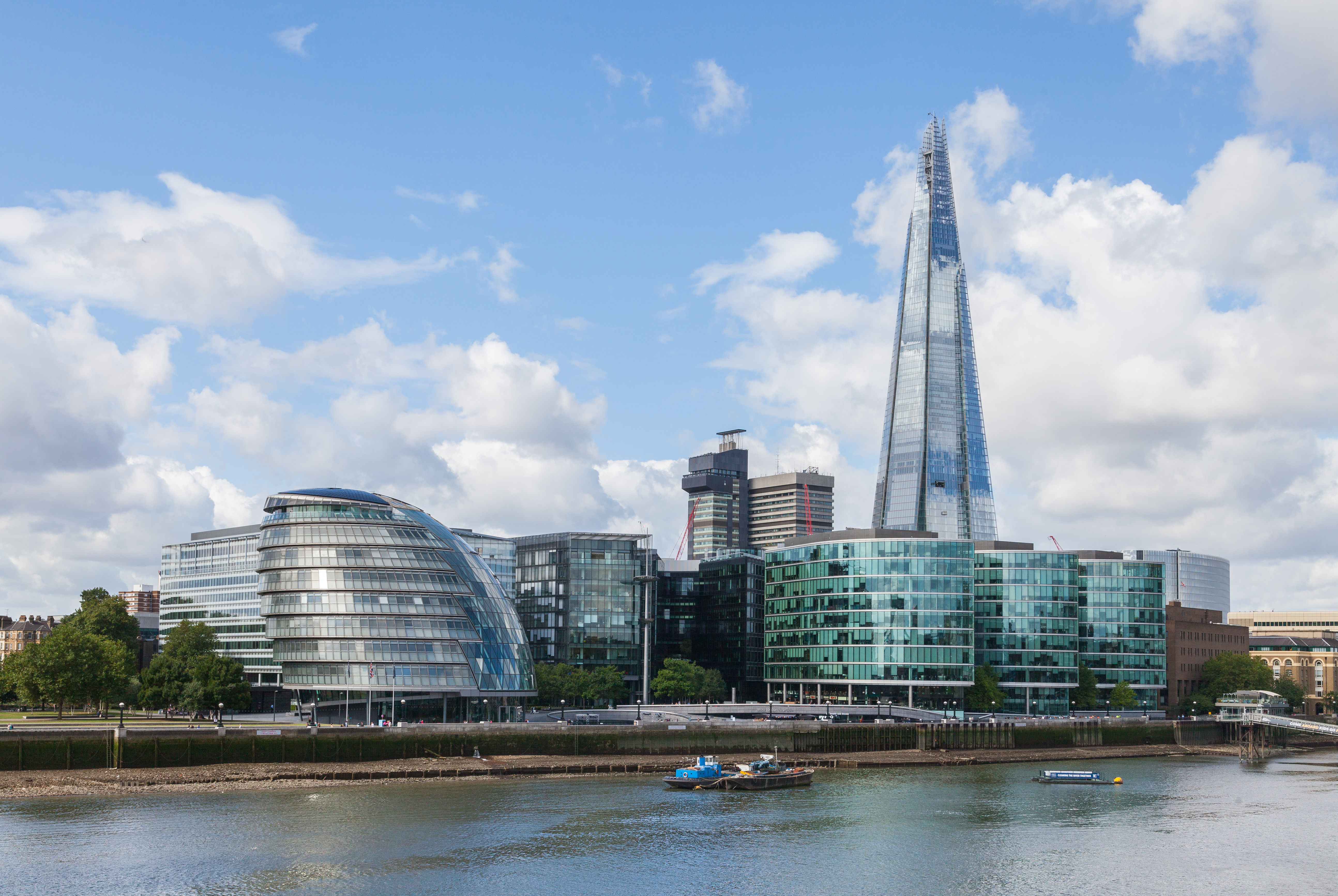
City Hall en The Shard
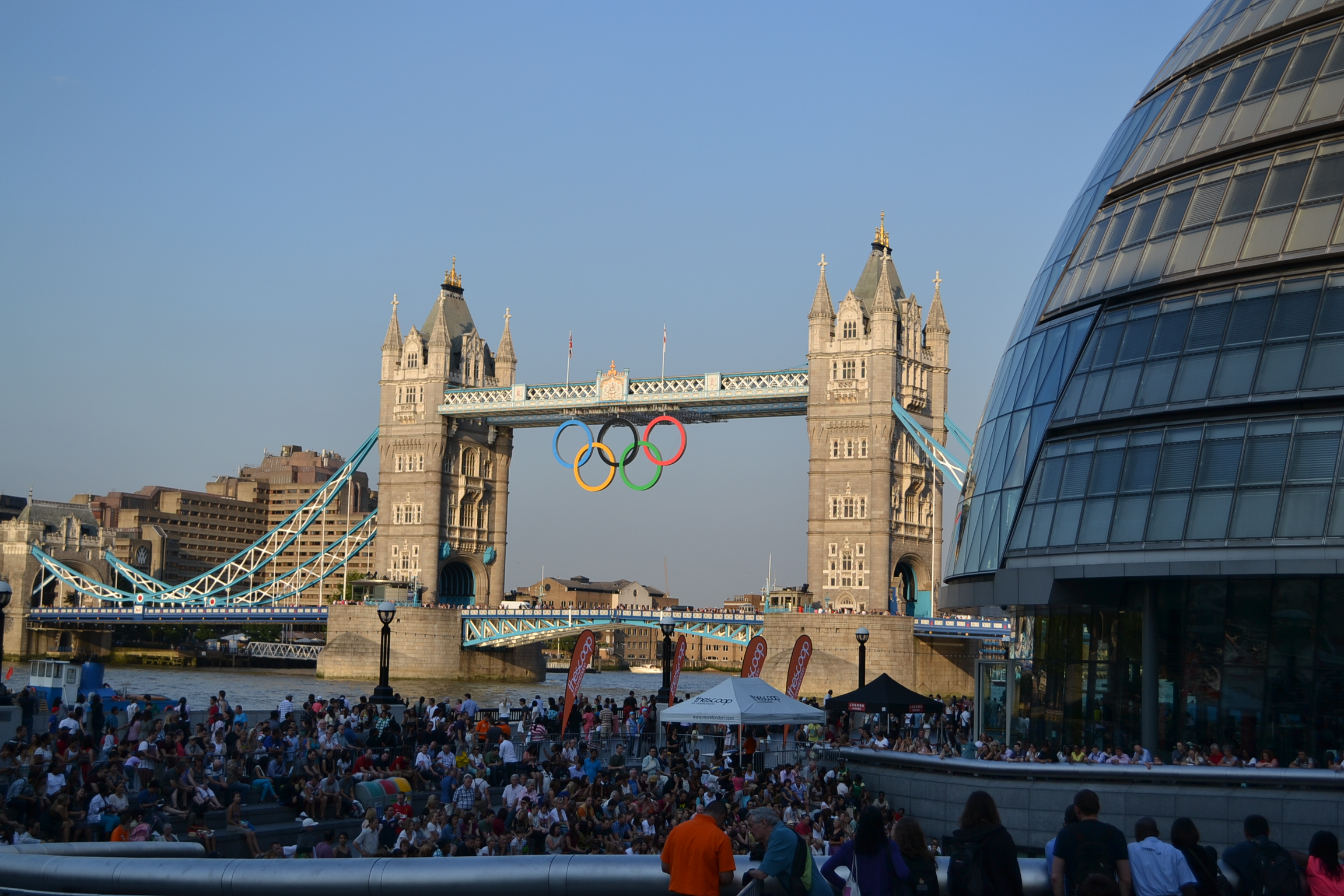
Tijdens de Olympische Zomerspelen 2012